# José Alberto Benítez
Pour les articles homonymes, voir Benítez.
Benítez  Román est un nom espagnol. Le premier nom de famille, en général paternel, est Benítez ; le second, en général maternel, souvent omis, est Román.

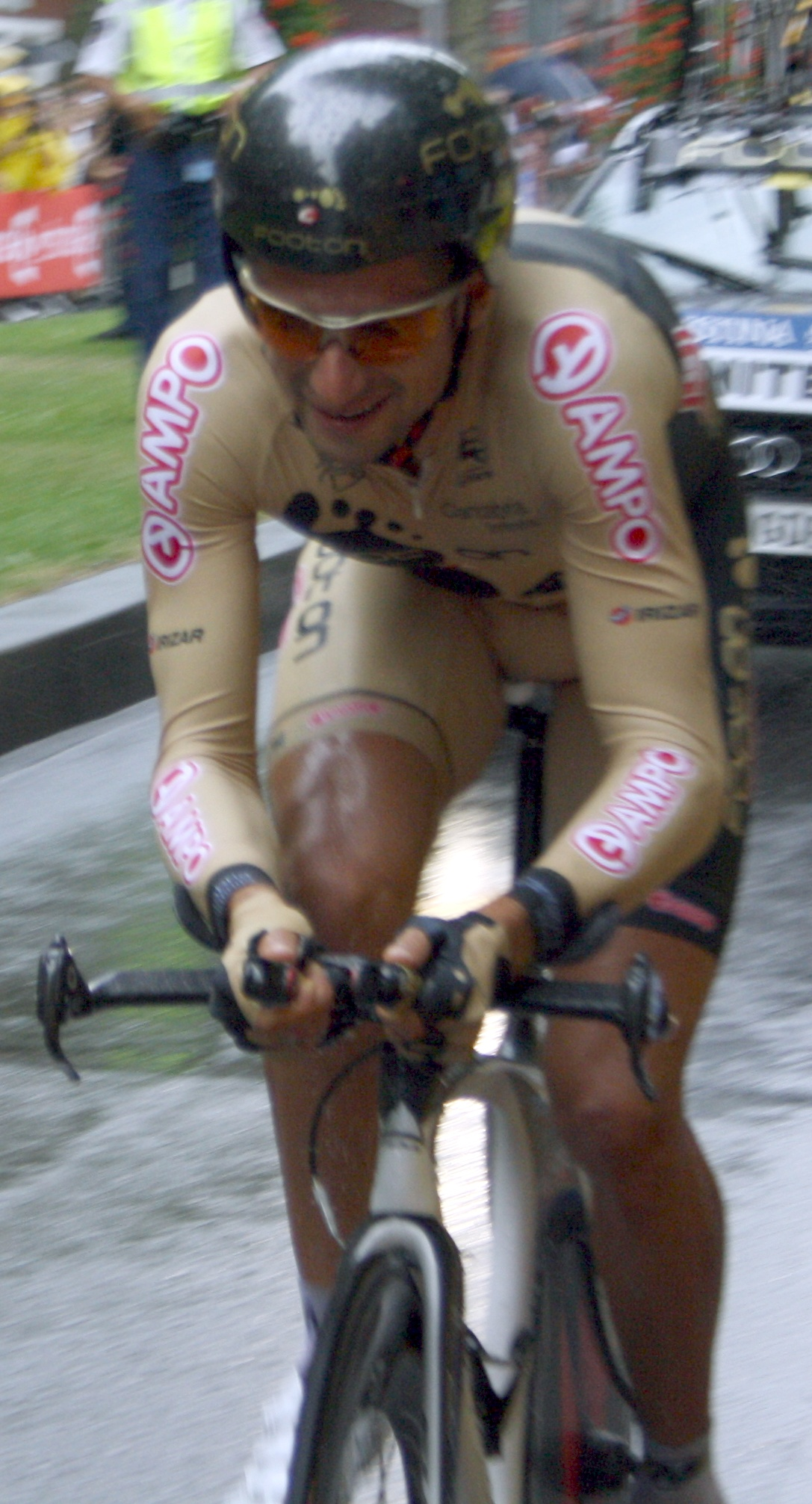
José Alberto Benítez lors du prologue du Tour de France 2010.

José Alberto Benítez Román (né le 14 novembre 1981 à Chiclana de la Frontera) est un coureur cycliste espagnol, professionnel de 2006 à 2011.

## Biographie
Après avoir été stagiaire dans l'équipe Saunier Duval-Prodir à la fin de la saison 2004, il s'engage avec l'équipe continentale Spiuk-Semar l'année suivante. Il y remporte une étape du Tour du Léon, et termine deuxième de la Subida a Urkiola. Il signe son premier contrat professionnel avec Saunier Duval en 2006. Toujours membre de cette équipe, son seul succès est une première place au classement de la montagne du Tour d'Andalousie en 2007.

## Palmarès
- 1999
  - 2ea étape de la Vuelta al Besaya
  - 2e du championnat d'Espagne de course aux points juniors
  - 3e de la Vuelta al Besaya
  - 3e du championnat d'Espagne du kilomètre juniors

- 2001
  - 1reb étape du Tour de Salamanque (contre-la-montre par équipes)

- 2003
  - 1re étape du Tour du Portugal de l'Avenir

- 2004
  - 1re étape du Tour de La Corogne
  - 3e étape du Tour de Tenerife

- 2005
  - 1rea étape du Tour de León
  - 2e de la Subida a Urkiola

- 2007
  - 3e de la Prueba Villafranca de Ordizia

- 2008
  - 5e étape du Tour du Mexique
  - 2e du Tour de Turquie
  - 6e du Tour Down Under

## Résultats sur les grands tours

### Tour de France
1 participation 
- 2010 : 145e

### Tour d'Italie
1 participation 
- 2008 : 106e

### Tour d'Espagne
2 participations 
- 2010 : 75e
- 2011 : 130e

## Classements mondiaux
| Année              | 2005 | 2006 | 2007 | 2008 |
| ------------------ | ---- | ---- | ---- | ---- |
| Classement ProTour |      |      |      | 57e  |
| UCI Europe Tour    | 253e |      |      |      |